# Thereva flavicauda
Thereva flavicauda är en tvåvingeart som beskrevs av Daniel William Coquillett 1904. Thereva flavicauda ingår i släktet Thereva och familjen stilettflugor.
Artens utbredningsområde är Nevada. Inga underarter finns listade i Catalogue of Life.